# 二硫代氨基甲酸酯
二硫代氨基甲酸酯是一类含氮有机硫化合物，是氨基甲酸酯的两个氧都被硫替代的产物，结构通式为R
2N–C(=S)–S–R。

二硫代氨基甲酸酯的结构通式

若氨基甲酸酯只有一个氧被硫取代，则为硫代氨基甲酸酯。